# Schwimmweltmeisterschaften 2003
| Medaillenspiegel (Endstand nach 62 Entscheidungen) | Medaillenspiegel (Endstand nach 62 Entscheidungen) | Medaillenspiegel (Endstand nach 62 Entscheidungen) | Medaillenspiegel (Endstand nach 62 Entscheidungen) | Medaillenspiegel (Endstand nach 62 Entscheidungen) | Medaillenspiegel (Endstand nach 62 Entscheidungen) |
| Pl. | Land                                               | G                                                  | S                                                  | B                                                  | Gesamt                                             |
| --- | -------------------------------------------------- | -------------------------------------------------- | -------------------------------------------------- | -------------------------------------------------- | -------------------------------------------------- |
| 1 | USA                                                | 12                                                 | 13                                                 | 6                                                  | 31                                                 |
| 2 | Russland                                           | 10                                                 | 5                                                  | 6                                                  | 21                                                 |
| 3 | Australien                                         | 8                                                  | 12                                                 | 6                                                  | 26                                                 |
| 4 | VR China                                           | 7                                                  | 4                                                  | 8                                                  | 19                                                 |
| 5 | Deutschland                                        | 5                                                  | 6                                                  | 5                                                  | 16                                                 |
| 6 | Japan                                              | 3                                                  | 3                                                  | 3                                                  | 9                                                  |
| 7 | Niederlande                                        | 3                                                  | 2                                                  | 2                                                  | 7                                                  |
| 8 | Großbritannien                                     | 2                                                  | 3                                                  | 3                                                  | 8                                                  |
| 9 | Ukraine                                            | 2                                                  | 3                                                  | 2                                                  | 7                                                  |
| 10 | Italien                                            | 2                                                  | 2                                                  | 1                                                  | 5                                                  |
| 11 | Kanada                                             | 2                                                  | –                                                  | 1                                                  | 3                                                  |
| 12 | Ungarn                                             | 1                                                  | 4                                                  | 1                                                  | 6                                                  |
| 13 | Spanien                                            | 1                                                  | 1                                                  | 4                                                  | 6                                                  |
| 14 | Polen                                              | 1                                                  | 1                                                  | –                                                  | 2                                                  |
| 15 | Frankreich                                         | 1                                                  | –                                                  | 2                                                  | 3                                                  |
| 16 | Finnland                                           | 1                                                  | –                                                  | 1                                                  | 2                                                  |
| 17 | Belarus                                            | 1                                                  | –                                                  | –                                                  | 1                                                  |
| 18 | Tschechien                                         | –                                                  | 2                                                  | –                                                  | 2                                                  |
| 19 | Slowakei                                           | –                                                  | 1                                                  | 1                                                  | 2                                                  |
| 20 | Dänemark                                           | –                                                  | 1                                                  | –                                                  | 1                                                  |
| 20 | Kroatien                                           | –                                                  | 1                                                  | –                                                  | 1                                                  |
| 22 | Rumänien                                           | –                                                  | –                                                  | 2                                                  | 2                                                  |
| 23 | Bulgarien                                          | –                                                  | –                                                  | 1                                                  | 1                                                  |
| 23 | Mexiko                                             | –                                                  | –                                                  | 1                                                  | 1                                                  |
| 23 | Schweden                                           | –                                                  | –                                                  | 1                                                  | 1                                                  |
| 23 | Serbien und Montenegro                             | –                                                  | –                                                  | 1                                                  | 1                                                  |
| 23 | Südafrika                                          | –                                                  | –                                                  | 1                                                  | 1                                                  |
| 23 | Tunesien                                           | –                                                  | –                                                  | 1                                                  | 1                                                  |
| Gesamt | Gesamt                                             | 62                                                 | 64                                                 | 60                                                 | 186                                                |
| Verteilung bei Zeitgleichheit: * 3 × 1. Platz = 3 × Gold, 0 × Silber, 0 × Bronze * 2 × 1. Platz = 2 × Gold, 0 × Silber, 1 × Bronze * 2 × 2. Platz = 1 × Gold, 2 × Silber, 0 × Bronze * 2 × 3. Platz = 1 × Gold, 1 × Silber, 2 × Bronze |                                                    |                                                    |                                                    |                                                    |                                                    |

Die 10. Schwimmweltmeisterschaften fanden vom 12. bis 27. Juli 2003 in Barcelona statt und wurden vom Weltverband FINA ausgerichtet. Wettkampforte waren ein künstliches Becken in der Veranstaltungshalle Palau Sant Jordi (Schwimmen), die Piscinas Bernat Picornell (Synchronschwimmen), die Piscina Municipal de Montjuïc (Kunst- und Turmspringen), allesamt auf dem Montjuïc, ein am Strand von Barceloneta neu errichtetes Vereinsbecken des nationalen Wasserball-Rekordmeisters Club de Natación de Barcelona (Wasserball) sowie ein Rundkurs im Hafen (Langstreckenschwimmen).

## Wettkämpfe der Männer

### Freistil

#### 50m Freistil
| Platz | Land            | Athlet              | Zeit  |
| ----- | --------------- | ------------------- | ----- |
| 1     | Russland        | Alexander Popow     | 21,92 |
| 2     | Verein. Königr. | Mark Foster         | 22,20 |
| 3     | Niederlande     | P. v. d. Hoogenband | 22,29 |
| 4     | Niederlande     | Johan Kenkhuis      | 22,30 |
| 5     | Frankreich      | Julien Sicot        | 22,38 |
| 6     | Ukraine         | Oleksandr Wolynez   | 22,40 |
| 7     | Australien      | Brett Hawke         | 22,41 |
| 8     | USA             | Jason Lezak         | 22,44 |

#### 100m Freistil
| Platz | Land               | Athlet              | Zeit  |
| ----- | ------------------ | ------------------- | ----- |
| 1     | Russland           | Alexander Popow     | 48,42 |
| 2     | Niederlande        | P. v. d. Hoogenband | 48,68 |
| 3     | Australien         | Ian Thorpe          | 48,77 |
| 4     | USA                | Jason Lezak         | 48,94 |
| 5     | Russland           | Andrei Kapralow     | 48,95 |
| 6     | Frankreich         | Frédérick Bousquet  | 49,30 |
| 7     | Südafrika          | Ryk Neethling       | 49,51 |
| 8     | Serbien u. Menten. | Milorad Čavić       | 49,65 |

#### 200m Freistil
| Platz | Land        | Athlet               | Zeit    |
| ----- | ----------- | -------------------- | ------- |
| 1     | Australien  | Ian Thorpe           | 1:45,14 |
| 2     | Niederlande | P. v. d. Hoogenband  | 1:46,43 |
| 3     | Australien  | Grant Hackett        | 1:46,85 |
| 4     | Tschechien  | Květoslav Svoboda    | 1:48,73 |
| 5     | Russland    | Andrei Kapralow      | 1:48,76 |
| 6     | Italien     | Federico Cappellazzo | 1:48,79 |
| 7     | Slowenien   | Peter Mankoč         | 1:48,96 |
| 8     | USA         | Nate Dusing          | 1:49,35 |

#### 400m Freistil
| Platz | Land            | Athlet                | Zeit    |
| ----- | --------------- | --------------------- | ------- |
| 1     | Australien      | Ian Thorpe            | 3:42,58 |
| 2     | Australien      | Grant Hackett         | 3:45,17 |
| 3     | Rumänien        | Dragoș Coman          | 3:46,87 |
| 4     | Italien         | Massimiliano Rosolino | 3:47,44 |
| 5     | USA             | Klete Keller          | 3:47,70 |
| 6     | Russland        | Juri Prilukow         | 3:48,50 |
| 7     | USA             | Chad Carvin           | 3:50,36 |
| 8     | Verein. Königr. | Graeme Smith          | 3:51,83 |

#### 800m Freistil
| Platz | Land                | Athlet              | Zeit    |
| ----- | ------------------- | ------------------- | ------- |
| 1     | Australien          | Grant Hackett       | 7:43,82 |
| 2     | USA                 | Larsen Jensen       | 7:48,09 |
| 3     | Ukraine             | Ihor Tscherwynskyj  | 7:53,15 |
| 4     | Verein. Königr.     | Graeme Smith        | 7:53,48 |
| 5     | Rumänien            | Dragoș Coman        | 7:57,22 |
| 6     | USA                 | Kurtis MacGillivary | 8:01,75 |
| 7     | Japan               | Shunichi Fujita     | 8:02,38 |
| 8     | Volksrepublik China | Zhang Lin           | 8:04,10 |

#### 1500m Freistil
| Platz | Land            | Athlet             | Zeit     |
| ----- | --------------- | ------------------ | -------- |
| 1     | Australien      | Grant Hackett      | 14:43,14 |
| 2     | Ukraine         | Ihor Tscherwynskyj | 15:01,04 |
| 3     | USA             | Erik Vendt         | 15:01,28 |
| 4     | Verein. Königr. | David Davies       | 14:51,62 |
| 5     | USA             | Larsen Jensen      | 15:05,04 |
| 6     | Verein. Königr. | Graeme Smith       | 15:08,25 |
| 7     | Italien         | Christian Minotti  | 15:13,28 |
| 8     | Polen           | Paweł Korzeniowski | 15:13,98 |

### Schmetterling

#### 50m Schmetterling
| Platz | Land            | Athlet               | Zeit       |
| ----- | --------------- | -------------------- | ---------- |
| 1     | Australien      | Matt Welsh           | 23,43 (WR) |
| 2     | USA             | Ian Crocker          | 23,62      |
| 3     | Russland        | Jewgeni Korotyschkin | 23,73      |
| 4     | Australien      | Geoff Huegill        | 23,76      |
| 5     | Südafrika       | Roland Schoeman      | 23,79      |
| 6     | Deutschland     | Thomas Rupprath      | 23,83      |
| 7     | Verein. Königr. | Mark Foster          | 23,86      |
| 8     | Brasilien       | Fernando Scherer     | 23,96      |

#### 100m Schmetterling
| Platz | Land        | Athlet               | Zeit       |
| ----- | ----------- | -------------------- | ---------- |
| 1     | USA         | Ian Crocker          | 50,98 (WR) |
| 2     | USA         | Michael Phelps       | 51,10      |
| 3     | Ukraine     | Andrij Serdinow      | 51,59      |
| 4     | Russland    | Igor Martschenko     | 51,95      |
| 5     | Deutschland | Thomas Rupprath      | 51,98      |
| 6     | Japan       | Takashi Yamamoto     | 52,27      |
| 7     | Frankreich  | Franck Esposito      | 52,68      |
| 8     | Russland    | Jewgeni Korotyschkin | 53,00      |

#### 200m Schmetterling
| Platz | Land            | Athlet           | Zeit    |
| ----- | --------------- | ---------------- | ------- |
| 1     | USA             | Michael Phelps   | 1:54,35 |
| 2     | Japan           | Takashi Yamamoto | 1:55,52 |
| 3     | USA             | Thomas Malchow   | 1:55,66 |
| 4     | Verein. Königr. | Stephen Parry    | 1:56,10 |
| 5     | Ukraine         | Denys Sylantjew  | 1:56,36 |
| 6     | Ukraine         | Serhij Adwena    | 1:57,21 |
| 7     | Australien      | Justin Norris    | 1:58,22 |
| 8     | Australien      | Travis Nederpelt | 1:58,95 |

### Rücken

#### 50m Rücken
| Platz | Land        | Athlet             | Zeit       |
| ----- | ----------- | ------------------ | ---------- |
| 1     | Deutschland | Thomas Rupprath    | 24,80 (WR) |
| 2     | Australien  | Matt Welsh         | 25,01      |
| 3     | Südafrika   | Johannes Zandberg  | 25,07      |
| 4     | Deutschland | Steffen Driesen    | 25,14      |
| 5     | USA         | Randall Bal        | 25,19      |
| 6     | Litauen     | Darius Grigalionis | 25,53      |
| 7     | Australien  | Joshua Watson      | 25,62      |
| 8     | USA         | Aaron Peirsol      | 25,75      |

#### 100m Rücken
| Platz | Land        | Athlet              | Zeit  |
| ----- | ----------- | ------------------- | ----- |
| 1     | USA         | Aaron Peirsol       | 53,61 |
| 2     | Russland    | Arkadi Wjattschanin | 53,92 |
|       | Australien  | Matt Welsh          | 53,92 |
| 4     | Deutschland | Steffen Driesen     | 54,17 |
| 5     | Österreich  | Markus Rogan        | 54,53 |
| 6     | Japan       | Tomomi Morita       | 54,86 |
| 7     | Ungarn      | László Cseh         | 54,95 |
| 8     | Malaysia    | Keng Liat Alex Lim  | 55,18 |

#### 200m Rücken
| Platz | Land       | Athlet              | Zeit    |
| ----- | ---------- | ------------------- | ------- |
| 1     | USA        | Aaron Peirsol       | 1:55,92 |
| 2     | Kroatien   | Gordan Kožulj       | 1:57,47 |
| 3     | Frankreich | Simon Dufour        | 1:57,90 |
| 4     | USA        | Bryce Hunt          | 1:57,92 |
| 5     | Australien | Matt Welsh          | 1:57,94 |
| 6     | Russland   | Arkadi Wjattschanin | 1:58,07 |
| 7     | Rumänien   | Răzvan Florea       | 1:58,66 |
| 8     | Slowenien  | Blaž Medvešek       | 1:58,96 |

### Brust

#### 50m Brust
| Platz | Land                   | Athlet            | Zeit  |
| ----- | ---------------------- | ----------------- | ----- |
| 1     | Verein. Königr.        | James Gibson      | 27,56 |
| 2     | Ukraine                | Oleh Lissohor     | 27,74 |
| 3     | Ungarn                 | Mihály Flaskay    | 27,79 |
| 4     | Deutschland            | Mark Warnecke     | 27,87 |
| 5     | Verein. Königr.        | Darren Mew        | 27,92 |
| 6     | Italien                | Alessandro Terrin | 27,98 |
| 7     | Slowenien              | Emil Tahirovič    | 28,17 |
| 8     | Serbien und Montenegro | Mladen Tepavčević | DSQ   |

#### 100m Brust
| Platz | Land            | Athlet          | Zeit       |
| ----- | --------------- | --------------- | ---------- |
| 1     | Japan           | Kōsuke Kitajima | 59,78 (WR) |
| 2     | USA             | Brendan Hansen  | 1:00,21    |
| 3     | Verein. Königr. | James Gibson    | 1:00,37    |
| 4     | USA             | Ed Moses        | 1:00,87    |
| 5     | Kanada          | Morgan Knabe    | 1:01,07    |
| 6     | Italien         | D. Fioravanti   | 1:01,23    |
| 7     | Verein. Königr. | Darren Mew      | 1:01,36    |
| 8     | Frankreich      | Hugues Duboscq  | 1:01,48    |

#### 200m Brust
| Platz | Land            | Athlet            | Zeit         |
| ----- | --------------- | ----------------- | ------------ |
| 1     | Japan           | Kōsuke Kitajima   | 2:09,42 (WR) |
| 2     | Verein. Königr. | Ian Edmond        | 2:10,92      |
| 3     | USA             | Brendan Hansen    | 2:11,11      |
| 4     | Australien      | Jim Piper         | 2:11,55      |
| 5     | Russland        | D. Komornikow     | 2:12,30      |
| 6     | Russland        | Andrei Iwanow     | 2:13,20      |
| 7     | Kanada          | Mike Brown        | 2:13,30      |
| 8     | Österreich      | Maxim Podoprigora | 2:13,33      |

### Lagen

#### 200m Lagen
| Platz | Land            | Athlet         | Zeit         |
| ----- | --------------- | -------------- | ------------ |
| 1     | USA             | Michael Phelps | 1:56,04 (WR) |
| 2     | Australien      | Ian Thorpe     | 1:59,66      |
| 3     | Italien         | M. Rosolino    | 1:59,71      |
| 4     | Finnland        | Jani Sievinen  | 1:59,98      |
| 5     | Trinid. u. Tob. | George Bovell  | 2:00,06      |
| 6     | Japan           | Takahiro Mori  | 2:01,29      |
| 7     | USA             | Kevin Clements | 2:01,51      |
| 8     | Kanada          | Brian Johns    | 2:01,62      |

#### 400m Lagen
| Platz | Land     | Athlet                | Zeit         |
| ----- | -------- | --------------------- | ------------ |
| 1     | USA      | Michael Phelps        | 4:09,09 (WR) |
| 2     | Ungarn   | László Cseh           | 4:10,79      |
| 3     | Tunesien | Oussama Mellouli      | 4:15,36      |
| 4     | USA      | Tom Wilkens           | 4:16,06      |
| 5     | Italien  | Massimiliano Rosolino | 4:17,30      |
| 6     | Japan    | Takahiro Mori         | 4:17,54      |
| 7     | USA      | Brian Johns           | 4:20,27      |
| 8     | Italien  | Alessio Boggiatto     | 4:21,23      |

### Staffel

#### Staffel 4 × 100m Freistil
| Platz | Land        | Zeit    |
| ----- | ----------- | ------- |
| 1     | Russland    | 3:14,06 |
| 2     | USA         | 3:14,80 |
| 3     | Frankreich  | 3:15,66 |
| 4     | Australien  | 3:15,67 |
| 5     | Deutschland | 3:15,98 |
| 6     | Italien     | 3:15,99 |
| 7     | Kanada      | 3:16,83 |
| 8     | Südafrika   | 3:18,79 |

#### Staffel 4 × 200m Freistil
| Platz | Land                | Zeit    |
| ----- | ------------------- | ------- |
| 1     | Australien          | 7:08,58 |
| 2     | USA                 | 7:10,26 |
| 3     | Deutschland         | 7:14,02 |
| 4     | Italien             | 7:14,32 |
| 5     | Kanada              | 7:17,38 |
| 6     | Verein. Königr.     | 7:18,99 |
| 7     | Griechenland        | 7:20,60 |
| 8     | Volksrepublik China | 7:27,96 |

#### Staffel 4 × 100m Lagen
| Platz | Land            | Zeit         |
| ----- | --------------- | ------------ |
| 1     | USA             | 3:31,54 (WR) |
| 2     | Russland        | 3:34,72      |
| 3     | Japan           | 3:36,12      |
| 4     | Frankreich      | 3:36,39      |
| 5     | Niederlande     | 3:37,12      |
| 6     | Ukraine         | 3:37,28      |
| 7     | Kanada          | 3:37,39      |
| 8     | Verein. Königr. | 3:38,21      |

### Freiwasserschwimmen

#### 5 Kilometer
| Platz | Land        | Athlet              | Zeit    |
| ----- | ----------- | ------------------- | ------- |
| 1     | Russland    | Jewgeni Koschkarow  | 53:11,9 |
| 2     | Deutschland | Christian Hein      | 53:13,9 |
| 3     | Russland    | Wladimir Djattschin | 53:14,8 |

#### 10 Kilometer
| Platz | Land        | Athlet              | Zeit      |
| ----- | ----------- | ------------------- | --------- |
| 1     | Russland    | Wladimir Djattschin | 1:50:58,8 |
| 2     | Deutschland | Christian Hein      | 1:51:06,5 |
| 3     | Spanien     | David Meca          | 1:51:08,4 |

#### 25 Kilometer
| Platz | Land      | Athlet           | Zeit      |
| ----- | --------- | ---------------- | --------- |
| 1     | Russland  | Juri Kudinow     | 5:02:20,0 |
| 2     | Spanien   | David Meca       | 5:02:20,4 |
| 3     | Bulgarien | Petar Stojtschew | 5:02:20,6 |

## Schwimmen Frauen

### Freistil

#### 50m Freistil
| Platz | Land        | Athletin            | Zeit  |
| ----- | ----------- | ------------------- | ----- |
| 1     | Niederlande | Inge de Bruijn      | 24,47 |
| 2     | Australien  | Alice Mills         | 25,07 |
| 3     | Australien  | Lisbeth Lenton      | 25,08 |
| 4     | USA         | Jenny Thompson      | 25,10 |
| 5     | Deutschland | Sandra Völker       | 25,14 |
| 6     | Slowakei    | Martina Moravcová   | 25,17 |
| 7     | Niederlande | Marleen Veldhuis    | 25,49 |
| 8     | Belarus     | Swjatlana Chachlowa | 25,53 |

#### 100m Freistil
| Platz | Land        | Athletin            | Zeit  |
| ----- | ----------- | ------------------- | ----- |
| 1     | Finnland    | Hanna-Maria Seppälä | 54,37 |
| 2     | Australien  | Jodie Henry         | 54,58 |
| 3     | USA         | Jenny Thompson      | 54,65 |
| 4     | Belarus     | Alena Poptschanka   | 54,79 |
| 5     | Australien  | Lisbeth Lenton      | 54,82 |
| 6     | Slowakei    | Martina Moravcová   | 54,86 |
| 7     | Deutschland | Antje Buschschulte  | 54,91 |
| 8     | Niederlande | Marleen Veldhuis    | 55,17 |

#### 200m Freistil
| Platz | Land                | Athletin          | Zeit    |
| ----- | ------------------- | ----------------- | ------- |
| 1     | Belarus             | Alena Poptschanka | 1:58,32 |
| 2     | Slowakei            | Martina Moravcová | 1:58,44 |
| 3     | Volksrepublik China | Yang Yu           | 1:58,54 |
| 4     | USA                 | Lindsay Benko     | 1:58,84 |
| 5     | Frankreich          | Solenne Figuès    | 1:59,27 |
| 6     | Schweden            | Josefin Lillhage  | 1:59,28 |
| 7     | Australien          | Elka Graham       | 1:59,46 |
| 8     | USA                 | Rhiannon Jeffrey  | 1:59,81 |

#### 400m Freistil
| Platz | Land                | Athletin          | Zeit    |
| ----- | ------------------- | ----------------- | ------- |
| 1     | Deutschland         | Hannah Stockbauer | 4:06,75 |
| 2     | Ungarn              | Éva Risztov       | 4:07,24 |
| 3     | USA                 | Diana Munz        | 4:07,67 |
| 4     | Australien          | Elka Graham       | 4:08,60 |
| 5     | Kanada              | Brittany Reimer   | 4:09,34 |
| 6     | USA                 | Lindsay Benko     | 4:09,82 |
| 7     | Rumänien            | Simona Păduraru   | 4:13,62 |
| 8     | Volksrepublik China | Chen Hua          | 4:13,75 |

#### 800m Freistil
| Platz | Land                | Athletin          | Zeit    |
| ----- | ------------------- | ----------------- | ------- |
| 1     | Deutschland         | Hannah Stockbauer | 8:23,66 |
| 2     | USA                 | Diana Munz        | 8:24,19 |
| 3     | Verein. Königr.     | Rebecca Cooke     | 8:28,45 |
| 4     | Kanada              | Brittany Reimer   | 8:28,73 |
| 5     | Deutschland         | Jana Henke        | 8:30,12 |
| 6     | Ungarn              | Éva Risztov       | 8:35,70 |
| 7     | USA                 | Regina Sytsch     | 8:39,96 |
| 8     | Volksrepublik China | Chen Hua          | 8:46,78 |

#### 1500m Freistil
| Platz | Land                | Athletin          | Zeit     |
| ----- | ------------------- | ----------------- | -------- |
| 1     | Deutschland         | Hannah Stockbauer | 16:00,18 |
| 2     | USA                 | Hayley Peirsol    | 16:09,64 |
| 3     | Deutschland         | Jana Henke        | 16:10,13 |
| 4     | Russland            | Regina Sytsch     | 16:13,13 |
| 5     | USA                 | Diana Munz        | 16:14,28 |
| 6     | Kanada              | Brittany Reimer   | 16:15,98 |
| 7     | Verein. Königr.     | Rebecca Cooke     | 16:20,41 |
| 8     | Volksrepublik China | Chen Hua          | 16:29,06 |

### Schmetterling

#### 50m Schmetterling
| Platz | Land                | Athletin              | Zeit  |
| ----- | ------------------- | --------------------- | ----- |
| 1     | Niederlande         | Inge de Bruijn        | 25,84 |
| 2     | USA                 | Jenny Thompson        | 26,00 |
| 3     | Schweden            | Anna-Karin Kammerling | 26,11 |
| 4     | Volksrepublik China | Zhou Yafei            | 26,85 |
| 5     | Niederlande         | Chantal Groot         | 26,92 |
| 6     | Israel              | Vered Borochovsky     | 26,98 |
| 7     | Ukraine             | Natalija Tschudjakowa | 27,10 |
| 8     | Spanien             | Angela San Juan       | 27,24 |

#### 100m Schmetterling
| Platz | Land                | Athletin              | Zeit  |
| ----- | ------------------- | --------------------- | ----- |
| 1     | USA                 | Jenny Thompson        | 57,96 |
| 2     | Polen               | Otylia Jędrzejczak    | 58,22 |
| 3     | Slowakei            | Martina Moravcová     | 58,24 |
| 4     | Belarus             | Alena Poptschanka     | 58,90 |
| 5     | Volksrepublik China | Zhou Yafei            | 59,08 |
| 6     | Schweden            | Anna-Karin Kammerling | 59,14 |
| 7     | Japan               | Yūko Nakanishi        | 59,32 |
| 8     | USA                 | Natalie Coughlin      | 59,63 |

#### 200m Schmetterling
| Platz | Land        | Athletin           | Zeit    |
| ----- | ----------- | ------------------ | ------- |
| 1     | Polen       | Otylia Jędrzejczak | 2:07,56 |
| 2     | Ungarn      | Éva Risztov        | 2:07,68 |
| 3     | Japan       | Yūko Nakanishi     | 2:08,08 |
| 4     | USA         | Mary Descenza      | 2:08,38 |
| 5     | Italien     | Francesca Segat    | 2:09,49 |
| 6     | Deutschland | Annika Mehlhorn    | 2:09,61 |
| 7     | USA         | Felicity Galvez    | 2:10,58 |
| 8     | Spanien     | Roser Vives        | 2:12,89 |

### Rücken

#### 50m Rücken
| Platz | Land        | Athletin            | Zeit  |
| ----- | ----------- | ------------------- | ----- |
| 1     | Spanien     | Nina Schiwanewskaja | 28,48 |
| 2     | Tschechien  | Ilona Hlaváčková    | 28,50 |
| 3     | Japan       | Noriko Inada        | 28,62 |
| 4     | Kanada      | Jennifer Carroll    | 28,65 |
| 5     | Deutschland | Sandra Völker       | 28,69 |
| 6     | Dänemark    | Louise Ørnstedt     | 28,93 |
| 7     | Frankreich  | Laure Manaudou      | 28,98 |
| 8     | USA         | Haley Cope          | 28,99 |

#### 100m Rücken
| Platz | Land            | Athletin            | Zeit    |
| ----- | --------------- | ------------------- | ------- |
| 1     | Deutschland     | Antje Buschschulte  | 1:00,50 |
| 2     | Dänemark        | Louise Ørnstedt     | 1:00,86 |
|       | Verein. Königr. | Katy Sexton         | 1:00,86 |
| 4     | Spanien         | Nina Schiwanewskaja | 1:01,18 |
| 5     | Russland        | Stanislawa Komarowa | 1:01,36 |
| 6     | Ukraine         | Iryna Amschennikowa | 1:01,43 |
| 7     | Japan           | Mai Nakamura        | 1:01,51 |
| 8     | Verein. Königr. | Sarah Price         | 1:01,63 |

#### 200m Rücken
| Platz | Land            | Athletin            | Zeit    |
| ----- | --------------- | ------------------- | ------- |
| 1     | Verein. Königr. | Katy Sexton         | 2:08,74 |
| 2     | USA             | Margaret Hoelzer    | 2:09,24 |
| 3     | Russland        | Stanislawa Komarowa | 2:10,17 |
| 4     | Ukraine         | Iryna Amschennikowa | 2:10,82 |
| 5     | Japan           | Hanae Itō           | 2:10,95 |
| 6     | Kanada          | Jennifer Fratesi    | 2:12,53 |
| 7     | Deutschland     | Nicole Hetzer       | 2:12,82 |
| 8     | Verein. Königr. | Sarah Price         | 2:13,78 |

### Brust

#### 50m Brust
| Platz | Land                | Athletin          | Zeit  |
| ----- | ------------------- | ----------------- | ----- |
| 1     | Volksrepublik China | Luo Xuejuan       | 30,67 |
| 2     | Australien          | Brooke Hanson     | 31,13 |
| 3     | Verein. Königr.     | Zoe Baker         | 31,37 |
| 4     | Australien          | Leisel Jones      | 31,50 |
| 5     | USA                 | Tara Kirk         | 31,87 |
| 6     | USA                 | Kristy Kowal      | 31,96 |
| 7     | Deutschland         | Sarah Poewe       | 32,03 |
| 8     | Russland            | Jelena Bogomasowa | 32,27 |

#### 100m Brust
| Platz | Land                | Athletin       | Zeit    |
| ----- | ------------------- | -------------- | ------- |
| 1     | Volksrepublik China | Luo Xuejuan    | 1:06,80 |
| 2     | USA                 | Amanda Beard   | 1:07,42 |
| 3     | Australien          | Leisel Jones   | 1:07,47 |
| 4     | Deutschland         | Sarah Poewe    | 1:08,06 |
| 5     | USA                 | Tara Kirk      | 1:08,30 |
| 6     | Australien          | Brooke Hanson  | 1:08,55 |
| 7     | Österreich          | Mirna Jukić    | 1:08,76 |
| 8     | Kanada              | Rhiannon Leier | 1:09,39 |

#### 200m Brust
| Platz | Land                | Athletin      | Zeit         |
| ----- | ------------------- | ------------- | ------------ |
| 1     | USA                 | Amanda Beard  | 2:22,99 (WR) |
| 2     | Australien          | Leisel Jones  | 2:24,33      |
| 3     | Volksrepublik China | Qi Hui        | 2:25,78      |
| 4     | Deutschland         | Anne Poleska  | 2:26,35      |
| 5     | Österreich          | Mirna Jukić   | 2:26,38      |
| 6     | Deutschland         | Sarah Poewe   | 2:26,72      |
| 7     | Japan               | Masami Tanaka | 2:28,55      |
| 8     | Ungarn              | Diana Reményi | 2:29,20      |

### Lagen

#### 200m Lagen
| Platz | Land                | Athletin          | Zeit    |
| ----- | ------------------- | ----------------- | ------- |
| 1     | Ukraine             | Jana Klotschkowa  | 2:10,75 |
| 2     | Australien          | Alice Mills       | 2:12,75 |
| 3     | Volksrepublik China | Zhou Yafei        | 2:12,92 |
| 4     | Volksrepublik China | Qi Hui            | 2:14,51 |
| 5     | USA                 | Maggie Bowen      | 2:14,60 |
| 6     | Ungarn              | Ágnes Kovács      | 2:14,63 |
| 7     | Rumänien            | Beatrice Câșlaru  | 2:14,65 |
| 8     | Belarus             | Hanna Schtscherba | 2:16,70 |

#### 400m Lagen
| Platz | Land        | Athletin         | Zeit    |
| ----- | ----------- | ---------------- | ------- |
| 1     | Ukraine     | Jana Klotschkowa | 4:36,74 |
| 2     | Ungarn      | Éva Risztov      | 4:37,39 |
| 3     | Rumänien    | Beatrice Câșlaru | 4:41,86 |
| 4     | USA         | Maggie Bowen     | 4:43,21 |
| 5     | Deutschland | Nicole Hetzer    | 4:43,42 |
| 6     | Ungarn      | Diana Reményi    | 4:45,67 |
| 7     | Argentinien | Georgina Bardach | 4:46,06 |
| 8     | Australien  | Jennifer Reilly  | 4:48,11 |

### Staffel

#### Staffel 4 × 100m Freistil
| Platz | Land                | Zeit    |
| ----- | ------------------- | ------- |
| 1     | USA                 | 3:38,09 |
| 2     | Deutschland         | 3:38,73 |
| 3     | Australien          | 3:38,83 |
| 4     | Niederlande         | 3:41,04 |
| 5     | Verein. Königr.     | 3:41,17 |
| 6     | Schweden            | 3:41,36 |
| 7     | Volksrepublik China | 3:41,46 |
| 8     | Italien             | 3:48,18 |

#### Staffel 4 × 200m Freistil
| Platz | Land                | Zeit    |
| ----- | ------------------- | ------- |
| 1     | USA                 | 7:55,70 |
| 2     | Australien          | 7:58,42 |
| 3     | Volksrepublik China | 7:58,53 |
| 4     | Verein. Königr.     | 8:00,01 |
| 5     | Spanien             | 8:03,84 |
| 6     | Schweden            | 8:05,05 |
| 7     | Niederlande         | 8:05,82 |
| 8     | Kanada              | 8:08,42 |

#### Staffel 4 × 100m Lagen
| Platz | Land                | Zeit    |
| ----- | ------------------- | ------- |
| 1     | Volksrepublik China | 3:59,89 |
| 2     | USA                 | 4:00,83 |
| 3     | Australien          | 4:01,37 |
| 4     | Deutschland         | 4:02,01 |
| 5     | Japan               | 4:06,25 |
| 6     | Niederlande         | 4:07,73 |
| 7     | Schweden            | 4:08,39 |
| 8     | Verein. Königr.     | 4:10,69 |

### Freiwasserschwimmen

#### 5 Kilometer
| Platz | Land        | Athletin       | Zeit    |
| ----- | ----------- | -------------- | ------- |
| 1     | Italien     | Viola Valli    | 57:02,2 |
| 2     | Tschechien  | Jana Pechanová | 57:03,9 |
| 3     | Deutschland | Britta Kamrau  | 57:06,4 |

#### 10 Kilometer
| Platz | Land        | Athletin       | Zeit      |
| ----- | ----------- | -------------- | --------- |
| 1     | Italien     | Viola Valli    | 1:59:49,9 |
| 2     | Deutschland | Angela Maurer  | 1:59:51,1 |
| 3     | Niederlande | Edith van Dijk | 1:59:53,0 |

#### 25 Kilometer
| Platz | Land        | Athletin       | Zeit      |
| ----- | ----------- | -------------- | --------- |
| 1     | Niederlande | Edith van Dijk | 5:35:43,5 |
| 2     | Deutschland | Britta Kamrau  | 5:35:46,1 |
| 3     | Deutschland | Angela Maurer  | 5:35:46,5 |

## Synchronschwimmen

### Solo
| Platz | Land       | Athletin              | Punkte |
| ----- | ---------- | --------------------- | ------ |
| 1     | Frankreich | Virginie Dedieu       | 99,251 |
| 2     | Russland   | Anastassija Jermakowa | 97,417 |
| 3     | Spanien    | Gemma Mengual         | 97,334 |

### Duett
| Platz | Land     | Athletinnen                                | Punkte |
| ----- | -------- | ------------------------------------------ | ------ |
| 1     | Russland | Anastassija Dawydowa Anastassija Jermakowa | 99,084 |
| 2     | Japan    | Miya Tachibana Miho Takeda                 | 98,084 |
| 3     | Spanien  | Gemma Mengual Paola Tirados                | 96,667 |

### Team
| Platz | Land               | Punkte |
| ----- | ------------------ | ------ |
| 1     | Russland           | 99,500 |
| 2     | Japan              | 98,333 |
| 3     | Vereinigte Staaten | 97,500 |

### Kombination
| Platz | Land                       | Punkte |
| ----- | -------------------------- | ------ |
| 1     | Japan                      | 98,500 |
| 2     | Vereinigte Staaten Spanien | 97,333 |
| 3     | nicht vergeben             |        |

## Kunst- und Turmspringen Männer

### 1 Meter
| Platz | Land                | Athlet              | Punkte |
| ----- | ------------------- | ------------------- | ------ |
| 1     | Volksrepublik China | Xu Xiang            | 431,94 |
| 2     | Volksrepublik China | Wang Kenan          | 412,41 |
| 3     | Finnland            | Joona Puhakka       | 391,26 |
| 4     | Russland            | Alexander Dobroskok | 378,45 |
| 5     | Deutschland         | Tobias Schellenberg | 340,35 |
| 6     | Italien             | Nicola Marconi      | 310,98 |

### 3 Meter
| Platz | Land                | Athlet              | Punkte |
| ----- | ------------------- | ------------------- | ------ |
| 1     | Russland            | Alexander Dobroskok | 788,37 |
| 2     | Volksrepublik China | Peng Bo             | 780,84 |
| 3     | Russland            | Dmitri Sautin       | 776,64 |
| 4     | Volksrepublik China | Wang Tianling       | 745,35 |
| 5     | Vereinigte Staaten  | Troy Dumais         | 706,08 |
| 6     | Kanada              | Alexandre Despatie  | 704,85 |
| 7     | Japan               | Ken Terauchi        | 685,32 |
| 8     | Australien          | Robert Newbery      | 668,64 |

### 10 Meter
| Platz | Land                   | Athlet             | Punkte |
| ----- | ---------------------- | ------------------ | ------ |
| 1     | Kanada                 | Alexandre Despatie | 716,91 |
| 2     | Australien             | Mathew Helm        | 697,74 |
| 3     | Volksrepublik China    | Tian Liang         | 696,06 |
| 4     | Volksrepublik China    | Hu Jia             | 683,55 |
| 5     | Vereinigtes Königreich | Leon Taylor        | 666,21 |
| 6     | Mexiko                 | Rommel Pacheco     | 642,48 |
| 7     | Russland               | Gleb Galperin      | 623,94 |
| 8     | Ukraine                | Anton Sacharow     | 614,52 |

### Synchron 3 Meter
| Platz | Land                   | Athleten                          | Punkte |
| ----- | ---------------------- | --------------------------------- | ------ |
| 1     | Russland               | Alexander Dobroskok Dmitri Sautin | 369,18 |
| 2     | Volksrepublik China    | Wang Tianling Wang Feng           | 343,29 |
| 3     | Deutschland            | Andreas Wels Tobias Schellenberg  | 334,44 |
| 4     | Mexiko                 | Joel Rodríguez Fernando Platas    | 328,26 |
| 5     | Vereinigte Staaten     | Troy Dumais Justin Dumais         | 327,99 |
| 6     | Kuba                   | Jorge Betancourt Erick Fornaris   | 322,59 |
| 7     | Australien             | Robert Newbery Steven Barnett     | 317,85 |
| 8     | Vereinigtes Königreich | Tony Ally Mark Shipman            | 301,29 |

### Synchron 10 Meter
| Platz | Land                   | Athleten                        | Punkte |
| ----- | ---------------------- | ------------------------------- | ------ |
| 1     | Australien             | Mathew Helm Robert Newbery      | 384,60 |
| 2     | Ukraine                | Roman Wolodkow Anton Sacharow   | 372,60 |
| 3     | Volksrepublik China    | Tian Liang Hu Jia               | 367,14 |
| 4     | Vereinigtes Königreich | Peter Waterfield Leon Taylor    | 356,94 |
| 5     | Mexiko                 | Jorge Martínez Francisco Pérez  | 322,74 |
| 6     | Kuba                   | Erick Fornaris Jorge Betancourt | 321,36 |
| 7     | Vereinigte Staaten     | Troy Dumais Justin Dumais       | 318,18 |
| 8     | Russland               | Gleb Galperin Igor Lukaschin    | 298,62 |

## Kunst- und Turmspringen Frauen

### 1 Meter
| Platz | Land                | Athletin        | Punkte |
| ----- | ------------------- | --------------- | ------ |
| 1     | Australien          | Irina Laschko   | 299,97 |
| 2     | Deutschland         | Conny Schmalfuß | 296,13 |
| 3     | Kanada              | Blythe Hartley  | 291,33 |
| 4     | Volksrepublik China | Li Rongjuan     | 285,27 |
| 5     | Deutschland         | Heike Fischer   | 275,04 |
| 6     | Schweden            | Anna Lindberg   | 259,68 |

### 3 Meter
| Platz | Land                | Athletin        | Punkte |
| ----- | ------------------- | --------------- | ------ |
| 1     | Volksrepublik China | Guo Jingjing    | 617,94 |
| 2     | Russland            | Julia Pachalina | 611,58 |
| 3     | Volksrepublik China | Wu Minxia       | 589,80 |
| 4     | Russland            | Wera Iljina     | 582,93 |
| 5     | Kanada              | Blythe Hartley  | 575,28 |
| 6     | Vereinigte Staaten  | Sara Hildebrand | 545,55 |
| 7     | Australien          | Loudy Tourky    | 516,27 |
| 8     | Kanada              | Émilie Heymans  | 510,03 |

### 10 Meter
| Platz | Land                | Athletin        | Punkte |
| ----- | ------------------- | --------------- | ------ |
| 1     | Kanada              | Émilie Heymans  | 597,45 |
| 2     | Volksrepublik China | Lao Lishi       | 595,56 |
| 3     | Volksrepublik China | Li Na           | 563,43 |
| 4     | Ukraine             | Olena Schupina  | 526,26 |
| 5     | Australien          | Loudy Tourky    | 522,54 |
| 6     | Deutschland         | Annett Gamm     | 517,86 |
| 7     | Frankreich          | Claire Febvay   | 505,86 |
| 8     | Vereinigte Staaten  | Laura Wilkinson | 485,40 |

### Synchron 3 Meter
| Platz | Land                   | Athletinnen                          | Punkte |
| ----- | ---------------------- | ------------------------------------ | ------ |
| 1     | Volksrepublik China    | Wu Minxia Guo Jingjing               | 357,30 |
| 2     | Russland               | Julia Pachalina Wera Iljina          | 321,24 |
| 3     | Mexiko                 | Paola Espinosa Laura Sánchez         | 299,64 |
| 4     | Deutschland            | Ditte Kotzian Conny Schmalfuß        | 295,50 |
| 5     | Vereinigtes Königreich | Tandi Gerrard Jane Smith             | 293,55 |
| 6     | Australien             | Chantelle Newbery Lynda Dackiw       | 291,24 |
| 7     | Ukraine                | Olena Fedorowa Kristina Ischtschenko | 287,04 |
| 8     | Vereinigte Staaten     | Sara Hildebrand Cassandra Cardinell  | 259,38 |

### Synchron 10 Meter
| Platz | Land                | Athletinnen                                  | Punkte |
| ----- | ------------------- | -------------------------------------------- | ------ |
| 1     | Volksrepublik China | Lao Lishi Li Ting                            | 344,58 |
| 2     | Australien          | Loudy Tourky Lynda Dackiw                    | 323,34 |
| 3     | Russland            | Jewgenija Olschewskaja Swetlana Timoschinina | 300,12 |
| 4     | Vereinigte Staaten  | Laura Wilkinson Brittany Viola               | 281,04 |
| 4     | Spanien             | Dolores Sáez de Ibarra Leire Santos          | 281,04 |
| 6     | Mexiko              | Laura Sánchez Paola Espinosa                 | 277,38 |
| 7     | Ukraine             | Olena Schupina Olga Leonowa                  | 269,31 |
| 8     | Nordkorea           | Jon Hyon-ju Kim Kyong-ju                     | 263,76 |

## Wasserball Männer
Im Finale schlug Ungarn Italien mit 11:9
| Platz | Land                   | Athleten |
| ----- | ---------------------- | --- |
| 1     | Ungarn                 | Tibor Benedek, Péter Biros, Rajmund Fodor, István Gergely, Tamás Kásás, Gergely Kiss, Norbert Madaras, Tamás Molnár, Barnabás Steinmetz, Zoltán Szécsi, Tamás Varga, Zsolt Varga, Attila Vári                                            |
| 2     | Italien                | Alberto Angelini, Fabio Bencivenga, Fabrizio Buonocore, Alessandro Calcaterra, Roberta Calcaterra, Maurizio Felugo, Goran Fiorentini, Marco Gerini, Andrew Mangiante, Francesco Postiglione, Bogdan Rath, Carlo Silipo, Stefano Tempesti |
| 3     | Serbien und Montenegro | Aleksandar Ćirić, Vladimir Gojković, Danilo Ikodinović, Viktor Jelenić, Predrag Jokić, Nikola Kuljača, Slobodan Nikić, Denis Šefik, Vanja Udovičić, Vladimir Vujašinović, Boris Zloković                                                 |
| 4     | Griechenland           | |
| 5     | Spanien                | |
| 6     | USA                    | |
| 7     | Australien             | |
| 8     | Slowakei               | |

- Finale
- HUN – ITA 11:9
- Spiel um Platz 3
- GRE – SCG 3:5
- Spiel um Platz 5
- USA – ESP 7:9
- Spiel um Platz 7
- SVK – AUS 8:11

## Wasserball Frauen
| Platz | Land               | Athletinnen |
| ----- | ------------------ | --- |
| 1     | Vereinigte Staaten | Robin Beauregard, Margaret Dingeldein, Gabrielle Domanic, Ellen Estes, Jacqueline Frank, Natalie Golda, Ericka Lorenz, Heather Moody, Thalia Munro, Nicolle Payne, Heather Petri, Amber Stachowski, Brenda Villa                               |
| 2     | Italien            | Alexandra Araujo, Silvia Bosurgi, Carmela Allucci, Francesca Conti, Tania Di Mario, Melania Grego, Erika Lava, Giusi Malato, Martina Miceli, Maddalena Musumeci, Cinzia Ragusa, Noemi Toth, Manuela Zanchi                                     |
| 3     | Russland           | Swetlana Bogdanowa, Marija Jaina, Sofija Konuch, Weronika Linkowa, Tatjana Petrowa, Jekaterina Salimowa, Natalja Schepelina, Jekaterina Schischowa, Jelena Smurowa, Olga Turowa, Walentina Woronissowa, Galina Slotnikowa, Anastassija Subkowa |
| 4     | Kanada             | |
| 5     | Ungarn             | |
| 6     | Niederlande        | |
| 7     | Australien         | |
| 8     | Spanien            | |

- Finale
- USA – ITA 8:6
- Spiel um Platz 3
- CAN – RUS 7:9
- Spiel um Platz 5
- NED – HUN 7:8
- Spiel um Platz 7
- ESP – AUS 3:7